# Temnitztal
Temnitztal là một đô thị thuộc huyện Ostprignitz-Ruppin, bang Brandenburg, Đức. Đô thị Temnitztal có diện tích 51,95 km², dân số thời điểm 31 tháng 12 năm 2006 là 1655 người.

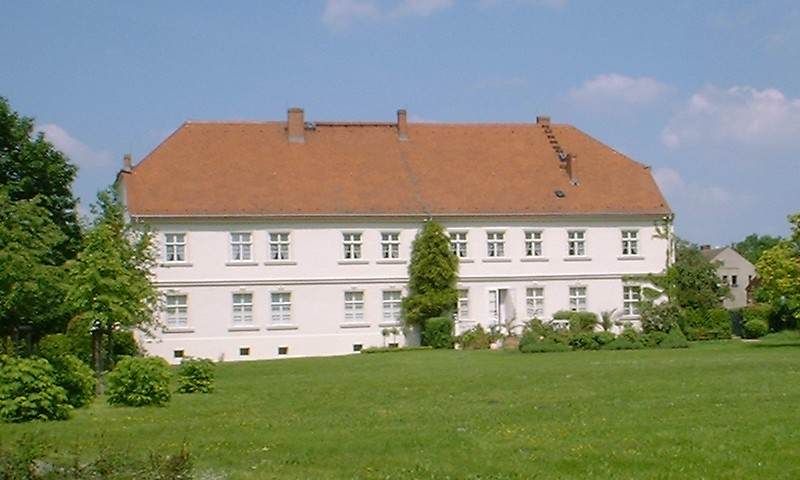
Garz
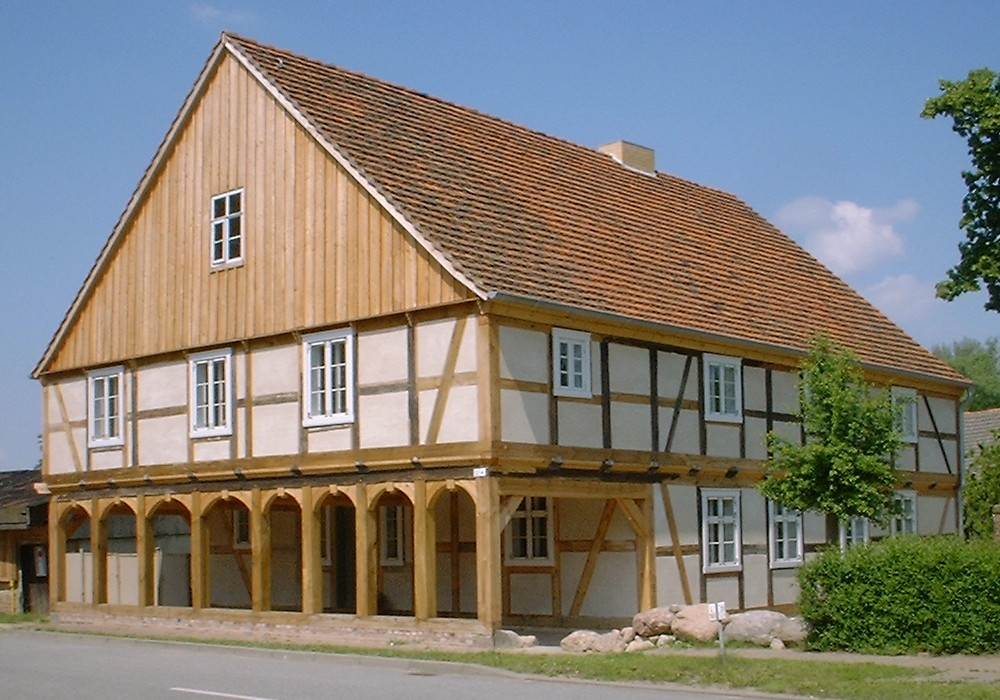
Garz
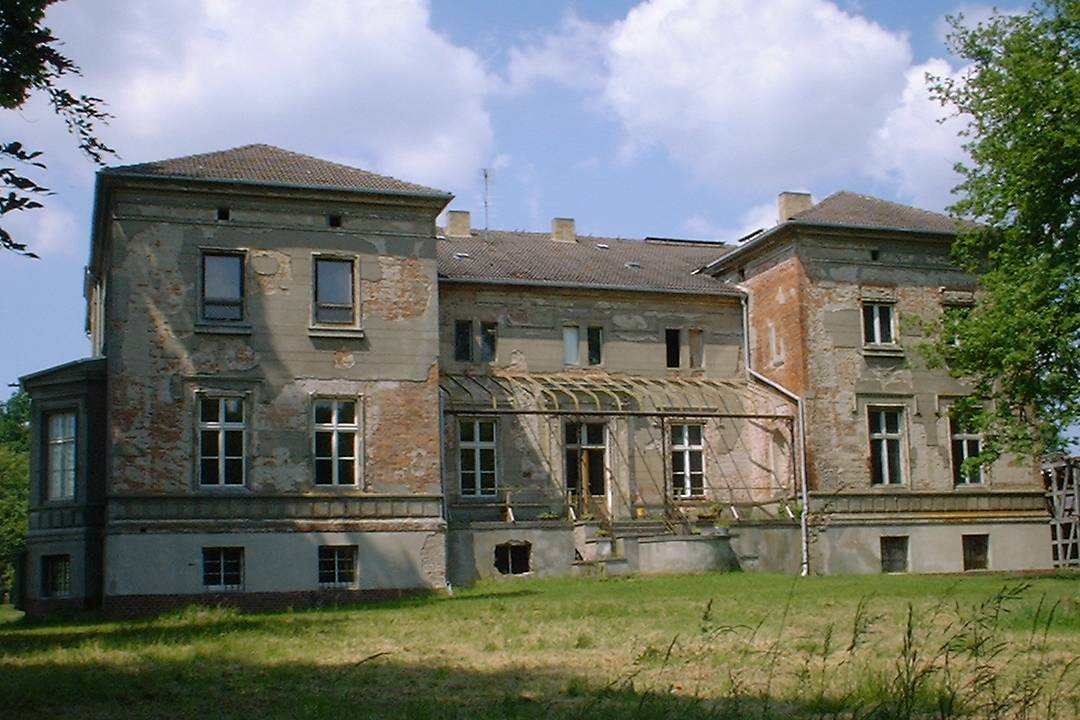
Vichel
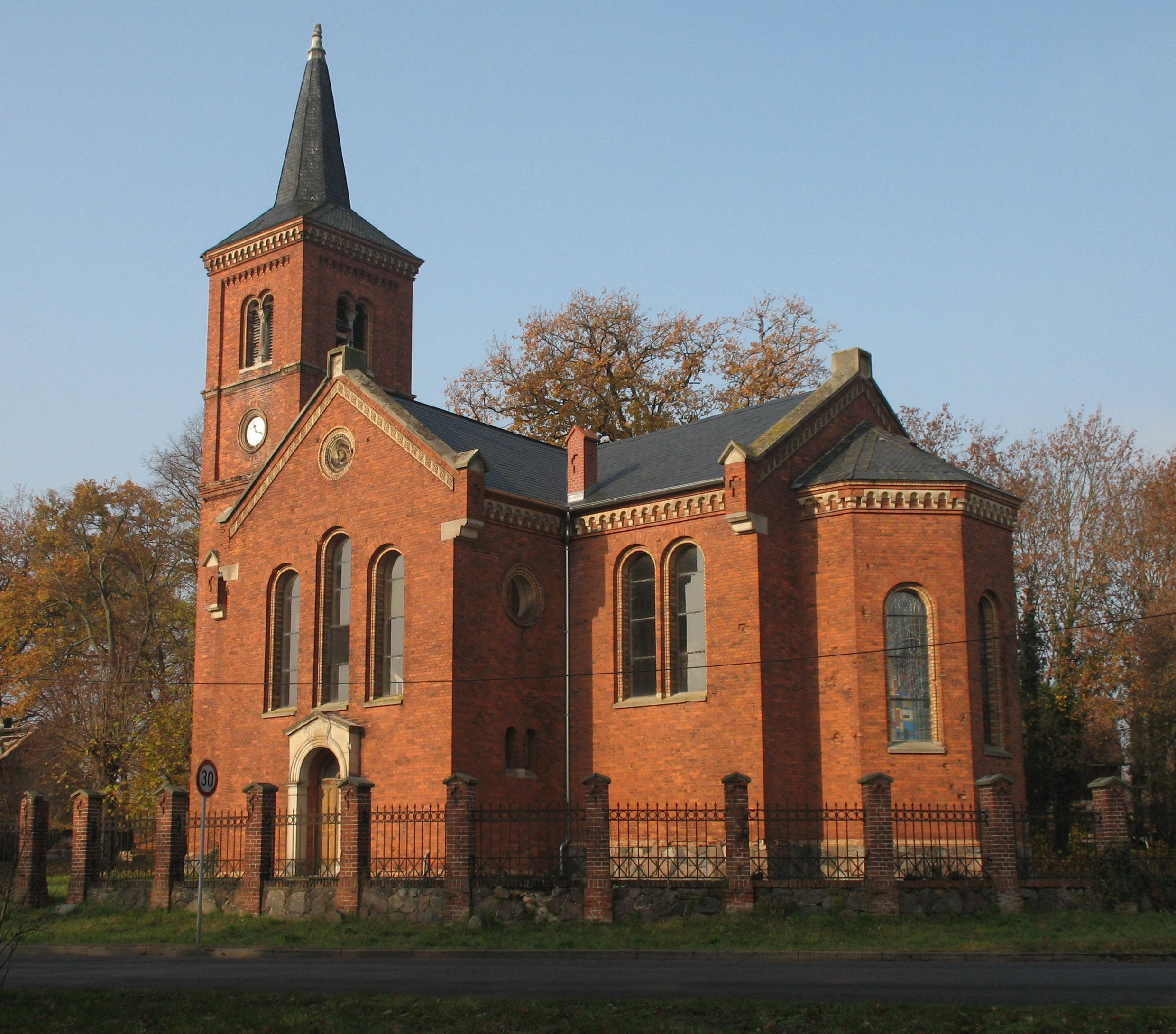
Vichel